# Phyllanthus hainanensis
Phyllanthus hainanensis är en emblikaväxtart som beskrevs av Elmer Drew Merrill. Phyllanthus hainanensis ingår i släktet Phyllanthus och familjen emblikaväxter.
Artens utbredningsområde är Hainan (Kina). Inga underarter finns listade i Catalogue of Life.